# Chedgrave
Chedgrave is een civil parish in het bestuurlijke gebied South Norfolk, in het Engelse graafschap Norfolk met 1051 inwoners.